# Abstracción pospictórica

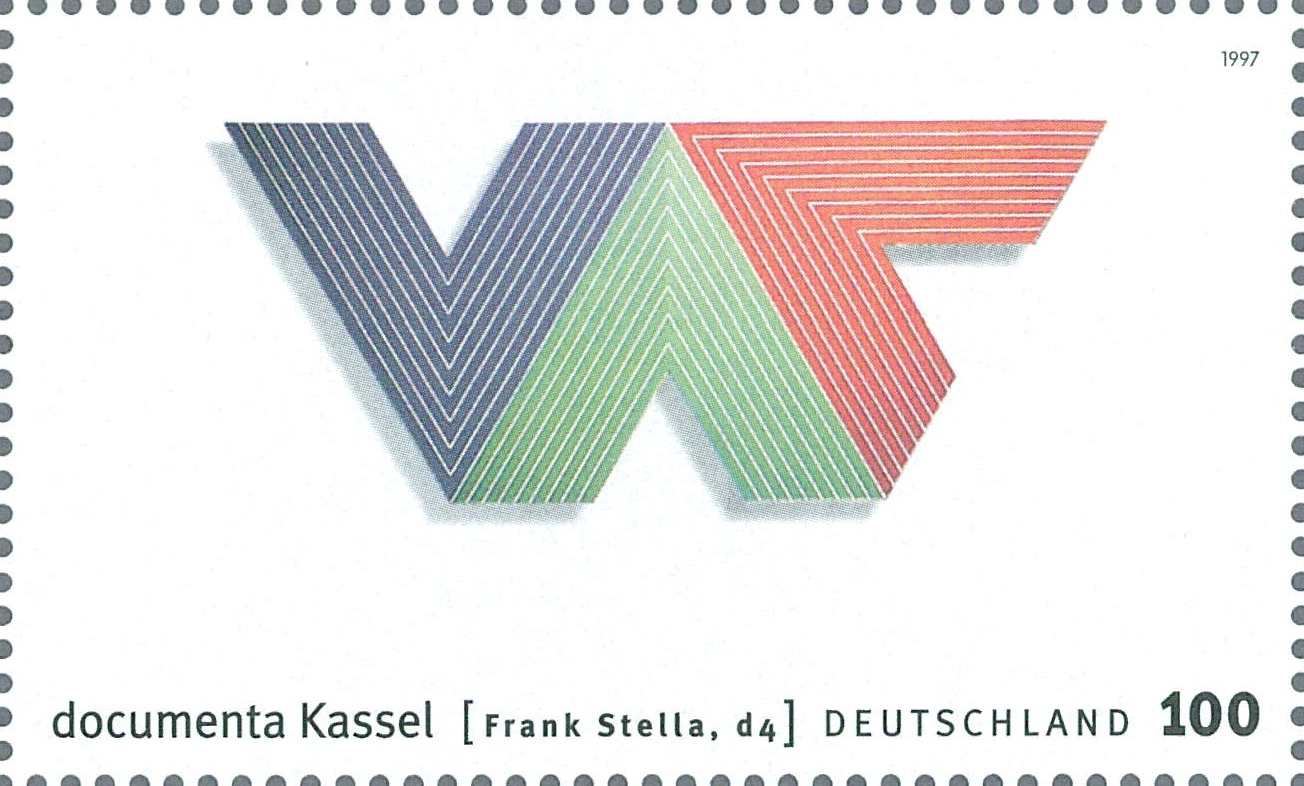
Sello de Alemanis por Frank Stella 1997.

La abstracción pospictórica (en inglés post-painterly abstraction) es un término creado por el crítico de arte Clement Greenberg como el título de una exposición de la que fue curador en el Museo de Arte del Condado de Los Ángeles en 1964, que posteriormente se presentó en el Centro de Arte Walker y la Galería de Arte de Ontario en Toronto.
Greenberg había percibido que había un nuevo movimiento en pintura que derivaba del expresionismo abstracto de los años cuarenta y los cincuenta pero que «favorecía la apertura o claridad» en oposición a las superficies pictóricamente densas de aquel estilo pictórico. Los 31 artistas en la exposición eran Walter Darby Bannard, Jack Bush, Gene Davis, Thomas Downing, Friedel Dzubas, Sam Francis, Helen Frankenthaler, Al Held, Ellsworth Kelly, Nicholas Krushenick, Alexander Liberman, Morris Louis, Howard Mehring, Kenneth Noland, Jules Olitski, Frank Stella y una serie de otros artistas estadounidenses y canadienses que se dieron a conocer en los años sesenta.
El origen de esta tendencia pictórica se encuentra en los estudios sobre psicología de las formas realizó la Bauhaus y que Albers difundió por Estados Unidos. De esta manera nació una pintura que sustituyó al expresionismo abstracto en los años sesenta. La pintura no conlleva ningún mensaje místico o religioso, sino que existe por sí misma: lienzos de grandes dimensiones que emplean únicamente el color, de forma absoluta. Se subdividió en dos tendencias: la Colorfield (campos de color, Obras de K. Noland y M. Louis) y la Hard Edge ("borde duro").
A F. Stella se le debe la creación de los lienzos con forma, los «Shaped Canvas», en los que el cuadro ya no es rectangular, sino que puede adoptar muchas formas (triángulos, uves, polígonos).
Conforme la pintura siguió avanzando en diferentes direcciones, impulsada por el espíritu de innovación de la época, el término «abstracción pospictórica», que había circulado bastante durante los años sesenta, fue gradualmente superado por las citadas pintura de borde duro y pintura de los campos de color; o convergió con otras tendencias, como el minimalismo, la abstracción lírica y la postabstracción neolírica nacida de la postmodernidad, representada entre otros por el pintor español  Pablo Rey.